# Albert Nijland
Albertus (Albert) Nijland (Delden, circa 1830 - Utrecht, 18 oktober 1908) was een Nederlands architect.
Nijland was van 1871 tot omstreeks 1895 gemeentelijk architect van Zeist. In die periode ontwierp hij daar onder meer een nieuw gemeentehuis (rijksmonument, circa 1877). Ook zorgde hij voor de verbouwingen omstreeks 1885 van het plaatselijke postkantoor en het poortgebouw van de eerste algemene begraafplaats (rijksmonument) in Zeist .
Verder maakte hij ontwerpen voor:

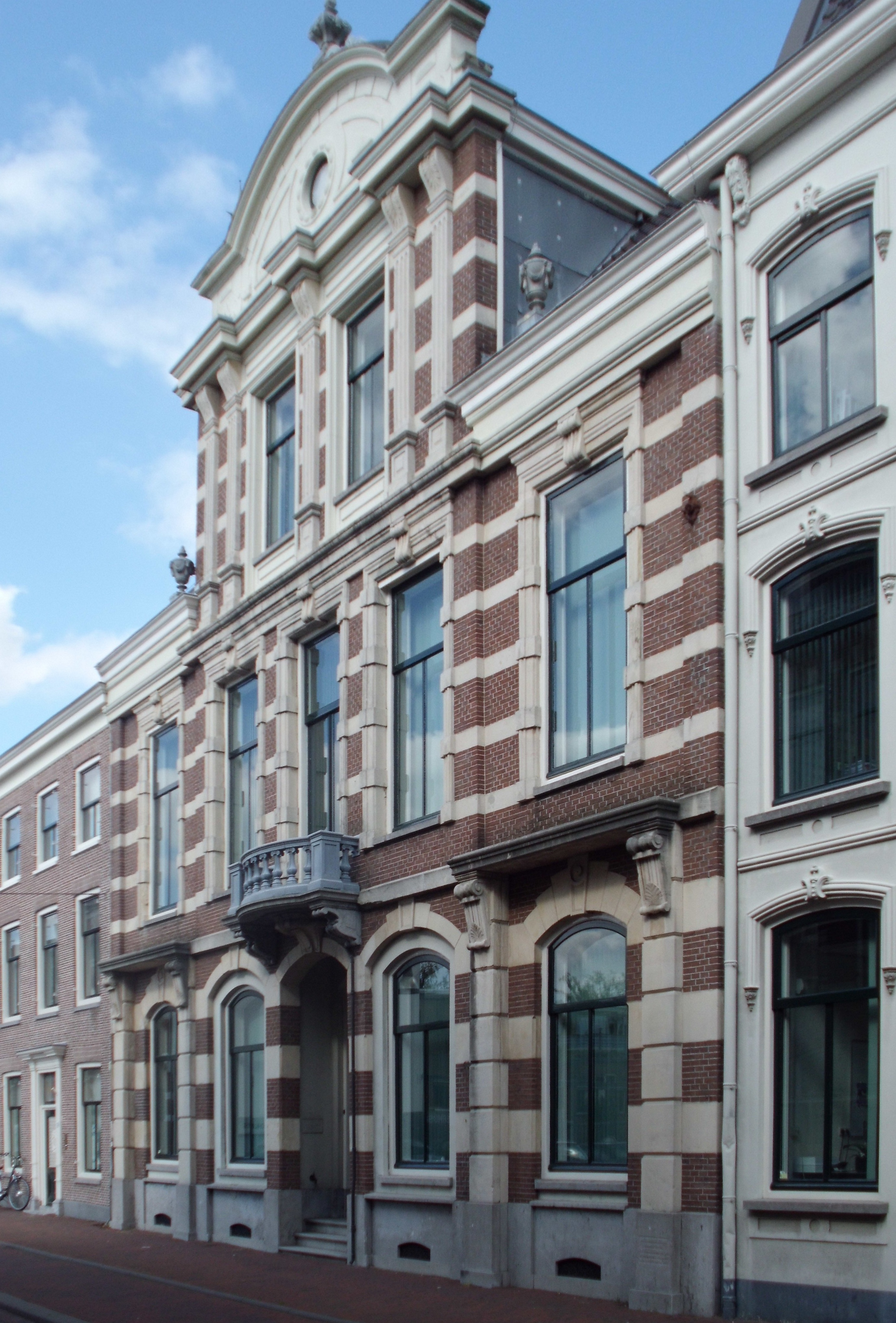
Voormalige gemeentehuis van Zeist

- Woon-winkelpand aan het Oudkerkhof 20 te Utrecht???, 1877, rijksmonument[4]
- Herenhuis aan de Biltstraat 423 te Utrecht???, 1879, rijksmonument[5]
- Openbare lagere school en onderwijzerswoning te Jutphaas, 1883, gemeentelijk monument/ rijksmonument[6]
- Centraal Israëlitisch Weeshuis te Utrecht, 1884, gemeentelijk monument
- Koningin Emmaschool te Oud-Zuilen, 1887, rijksmonument[7]
- Algemene begraafplaats te Bunnik, 1887, gemeentelijk monument
- Delen van de Joodse begraafplaats te Utrecht, 1889, rijksmonument[8]
- Openbare lagere school te Loenen aan de Vecht, 1891, rijksmonument[9]
- Landhuis Niënhof te Bunnik, circa 1893, gesloopt omstreeks 1928
- Gemeentehuis van Zuilen te Oud-Zuilen, 1896, rijksmonument[10]
- Kerkgebouw aan de Boothstraat 7 te Utrecht, 1899, gemeentelijk monument